# FC Rennsteig Avalanche
Der FC Rennsteig Avalanche e.V. ist ein deutscher Floorballverein mit Sitz in der thüringischen Kleinstadt Neuhaus am Rennweg im Landkreis Sonneberg.

## Geschichte
Der Verein wurde im November 2014 gegründet. Als Teilnehmer der Regionalliga Ost meldete sich der Verein am Ende der Saison 2016/17 für die Aufstiegsrelegation zur 2. Bundesliga. Dort traf er auf die SG Ingolstadt/Nordheim sowie den FC Stern München. Am Ende der Runde platzierte sich die Mannschaft mit 3 Punkten auf dem zweiten Platz und durfte somit zur nächsten Saison erstmals in die zweite Liga aufsteigen.
In der Saison 2017/18 trat der Verein dann in der Staffel Süd-Ost an. mit 27 Punkten konnte dann direkt der zweite Platz belegt werden, somit sich die Mannschaft für die Playoffs qualifizierte. Dort unterlag man dann im Halbfinale allerdings dem TV Eiche Horn Bremen mit 3:4 n. V., 5:7 und 6:4. In den beiden darauf folgenden Spielzeiten konnte sich die Mannschaft dann stets im Mittelfeld halten, womit der Verein bis heute in der zweiten Liga spielt.
Im Pokal traf die Mannschaft in der Saison 2018/19 ab der zweiten Runde der Gruppe Süd als erstes auf den Regionalligisten SV Espenau Rangers gegen den ein 8:21-Sieg (2:3, 1:10, 5:8) eingefahren werden konnte. In der dritten Runde traf man dann auf die SSF Dragons Bonn gegen die dann nach einer 17:7-Niederlage (4:0, 7:5, 6:2) schließlich Schluss war. In der Saison 2019/20 stieg der Verein diesmal bereits zur ersten Runde in den Wettbewerb ein. Nach einem 5:9-Sieg (3:4, 1:3, 1:2) beim TSV Griedel, war dann jedoch erneut gegen die Sportfreunde aus Bonn, welche mittlerweile in der ersten Liga spielten, nach einer 17:5-Niederlage (8:0, 3:3, 6:2) das Ende der Spielrunde für den FC erreicht.